# Девід Ґренн
Девід Ґренн (англ. David Grann) — американський письменник, автор бестселерів, журналіст та штатний працівник журналу «Нью-Йоркер».
Насамперед відомий завдяки своїй дебютній книзі «Загублене місто Z: Історія убивчої одержимості в Амазонці», яка побачила світ 2009 року у видавництві «Даблдей». Після першого ж тижня продажів, роман посів четверте місце у списку бестселерів за версією газети «Нью-Йорк Таймс».
Ґреннові публіцистичні твори зібрано у декількох антологіях, серед яких «Те, що ми бачили. Події 11 вересня 2001», «Найкращі американські твори 2004—2005 років», «Найкращі американські твори на спортивну тематику 2003—2006 років». Загалом, письменник співпрацював з такими періодичними виданнями: «Нью-Йорк таймс мегезін», «Атлантік манслі», «Вашингтон пост», «Волл-стріт джорнел» та «Віклі стендарт». Згідно з його профілем у журналі «Слейт», Ґренн має репутацію «репортера, який виконує більшу частину загальної роботи», що робить його відомим журналістом, який «вселяє прихильність у своїх читачів, що знаходяться на межі маніакальною зацікавленістю його працею».

## Біографія
Народився 10 березня 1967 року у Нью-Йорку, але своє дитинство провів у Коннектикуті, США. Його матір — Філліс Ґренн, колишня заступниця директора видавництва «Патнем Пенґвін» та перша жінка на такій посаді в одній з найбільших у світі видавництв. Його батько — Віктор Ґренн, онколог та директор Центру раку імені Беннета у Стемфорді, Коннектикут. Письменник має брата і сестру — Едварда та Елісон.

## Кар'єра
1989 року Ґренн отримав ступінь бакалавра з державного правління. Згодом також здобув стипендію Томаса Дж. Вотсона та провів науково-дослідну роботу у Мехіко, де й розпочав свою кар'єру журналіста-фрілансера. 1993 року отримав ступінь магістра з міжнародних відносин у Школі права й дипломатії імені Флетчера. У цей період свого життя головним чином зацікавився літературою та висловив бажання стати письменником.
Розпочав свою журналістську кар'єру 1994 року та обійняв посаду рукописного редактора у вашингтонській газеті «Гілл», яка висвітлювала новини про американський конгрес. Цього ж року отримав ступінь магістра з креативного письма у Бостонському університеті, де викладав курс з літератури та креативного письма. 1995 року став виконавчим редактором газети «Гілл».
1996 року Ґренн обійняв посаду старшого редактора журналу «Нью Репаблік». 2003 року долучився до діяльності журналу «Нью-Йоркер». 2005 року письменник став фіналістом премії Майкла Келлі.
2009 року отримав премію Джорджа Полка та премію Сигма Дельта Хі за статтю «Суд вогнем», яку опубліковано в «Нью-Йоркеру». Стаття подала перший детальний опис справи засудження невинної людини (Камерона Тодда Віллінгхема) за участі сучасної американської юридичної системи.
В іншій дослідницькій статті «Сліди шедевру» розкритиковано метод Пітера Пола Біро, який використовував відбитки пальців, щоб засвідчити автентичність мистецьких творів. Біро подав на Ґренна до суду за наклеп, але справу розпустили у порядку спрощеного судочинства. Стаття стала фіналістом премії Нешенал Мегазін 2010 року.

## Загублене місто Z
2009 року Ґренн опублікував книгу жанрі нехудожньої літератури «Загублене місто Z: Історія убивчої одержимості в Амазонці», що розповідає про подорож відомого британського дослідника капітана Персі Фоссета, який 1925 року разом із власним сином зник безвісти під час спуску річкою Амазонка, шукаючи Загублене місто Z. Протягом десятиріч вчені намагалися знайти докази існування міста та відшукати зниклих дослідників. Ґренн також здійснив вилазку до Амазонки. У своїй книзі письменник навів нові дані щодо того, як загинув Фосетт та висловив про можливе існування легендарного міста.
Книга зацікавила кінокомпанію «Paramount Pictures». 2017 року світ побачила однойменна кінострічка.

## Інші твори
У березні 2009 року вийшла антологія 12 раніше опублікованих есеїв Ґренна — «Диявол та Шерлок Холмс: Розповідь про вбивство, божевілля та одержимість». 2014 року стало відомо, що Ґренн працює над книгою про вбивство індіанців округу Осейдж, «одних із найлиховісніших вбивств в американській історії». Книга отримала назву «Вбивці квіткової повні: таємниця індіанських убивств та народження ФБР» та побачила світ 2017 року.

## Особисте життя
2000 року Ґренн одружився з Кірою Дарнтон, телевізійною продюсеркою та дочкою Джона Дарнтона. Батько двох дітей. Станом на 2009 рік, проживає у Нью-Йорку. Куратор премії Джорджа Полка.

## Переклади українською
- Девід Ґренн. Вбивці квіткової повні: таємниця індіанських убивств та народження ФБР. — К. : КМ-Букс, 2018. — 344 с. — ISBN 978-966-948-059-0.